# De Pletterij
De Pletterij is een debatcentrum en cultuurpodium in de Noord-Hollandse stad Haarlem, gelegen aan de Lange Herenvest. Het centrum is in 1995 opgericht als een een maatschappelijke organisatie onder de naam het Mondiaal Centrum. In De Pletterij worden concerten, debatten, lezingen en events georganiseerd. Ook vinden er andere maatschappelijke organisaties onderdak. De Pletterij is een voormalige lood- en zinkpletterij.

## Prijzen, jubilea en uitreikingen
In oktober 2019 werd het podium door de Beroepsvereniging van Improviserende Musici (BIM) uitgeroepen tot het beste kleine podium voor jazz. De jury prees de kwalitatief goede programmering. Het 25-jarig jubileum werd in november 2021 gevierd met de uitreiking van een jubileumboek. Oprichter en directeur Arno Duivestein kreeg in juni 2022 de Haarlemse penning van verdienste uitgereikt voor al zijn inspanningen door burgemeester Jos Wienen.